# トロスト配位子
トロスト配位子（トロストはいいし、英語: Trost ligand）は、バリー・トロストによって開発されたキラル配位子（リガンド）である。パラジウム触媒トロスト不斉アリル位アルキル化反応で使用される。trans-1,2-ジアミノシクロヘキサン (DACH) に由来するその他のC2-対称型配位子もトロストらによって開発された。例えば2-ジフェニルホスフィノ-1-ナフタレンカルボン酸に由来する (R,R)-DACH-ナフチル配位子である。その他のキラルジアミンや2-(ジフェニルホスフィノ)安息香酸から誘導される二座配位ホスフィン含有配位子もまた不斉合成における応用のために開発された。

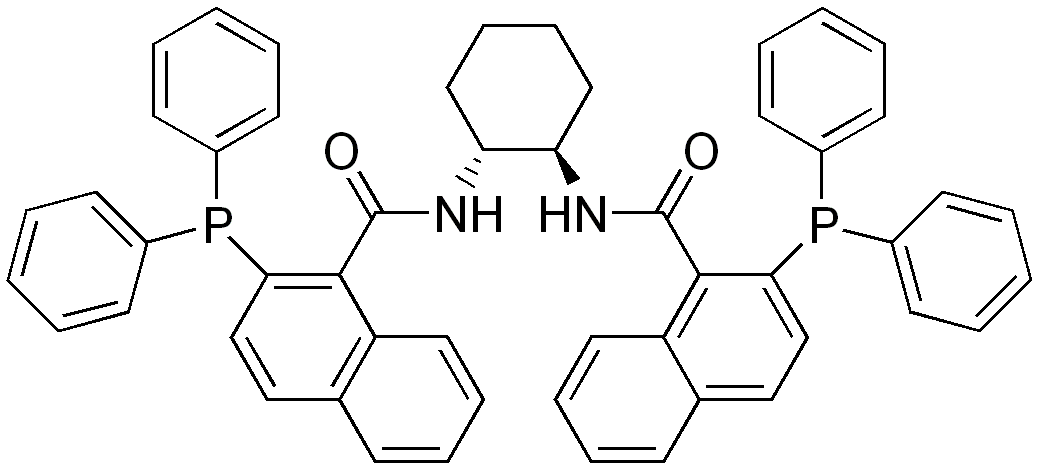
(R,R)-DACH-naphthylトロスト配位子, (1R,2R)-(+)-1,2-diaminocyclohexane-N,N′-bis(2-diphenylphosphino-1-naphthoyl)